# William Nicholson (malarz)

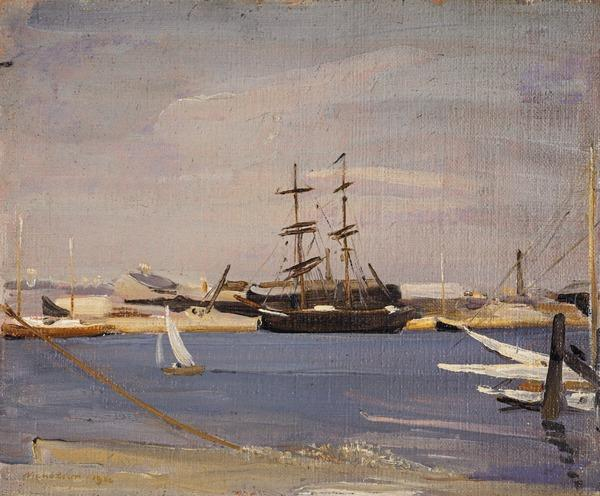

William Nicholson (ur. 5 lutego 1872, zm. 16 maja 1949 w Blewbury) – angielski malarz, znany także jako ilustrator i autor książek dla dzieci oraz twórca plakatów. Jako malarz tworzył martwe natury, portrety i pejzaże.
W 1928 otrzymał złoty medal w konkursie malarskim IX Olimpiady w Amsterdamie za prace graficzną Un Almanach de douze Sports. W 1936 królowa brytyjska nadała mu tytuł szlachecki. Największe zbiory prac artysty posiada Tate Gallery.
Wśród książek, które Nicholson zilustrował najbardziej znane są:
- Aksamitny Królik (1922) – Margery Williams
- Clever Bill (1926)
- The Pirate Twins (1929)